# Andreas Blomqvist
Peter Andreas Blomqvist (5 maggio 1992) è un calciatore svedese, centrocampista svincolato.

## Caratteristiche tecniche
Interno di centrocampo, era stato menzionato dal presidente del Mjällby come uno dei talenti più potenziali del suo club.

## Carriera

### Club
Dopo due anni al Mjällby, il giocatore si trasferisce nel gennaio 2015 all'Aalborg BK, formazione danese. Qui firma un contratto fino al 30 giugno 2019 e prende il numero 14, ma rimane in squadra solo un anno, durante il quale colleziona una presenza in campionato.
Nel gennaio 2016 infatti torna in Allsvenskan approdando all'IFK Norrköping, campione di Svezia in carica. A settembre tuttavia, durante un incontro disputato insieme alla squadra Under-21, si infortuna gravemente al legamento crociato del ginocchio destro. Rientra in campo nel giugno 2017, ma già il 13 agosto, alla sua quarta apparizione stagionale, viene fermato da un nuovo grave infortunio, sempre al legamento crociato dello stesso ginocchio infortunato l'anno precedente: in questo caso lo stop dura poco più di un anno. Al termine della stagione 2020, in scadenza di contratto, lascia la squadra. Chiude dunque la parentesi di cinque stagioni con la maglia biancoblu con 56 presenze in Allsvenkan all'attivo.
Nel gennaio del 2021 ritorna ufficialmente al club che lo aveva visto debuttare nel calcio professionistico, il Mjällby, altra squadra del campionato di Allsvenskan. In due campionati totalizza complessivamente 38 presenze, poi lascia nel dicembre 2022 lascia la squadra per fine contratto.

### Nazionale
Ha giocato nella nazionale svedese Under-21.
Esordisce in nazionale maggiore il 17 gennaio 2014, nell'amichevole contro la Moldavia vinta dagli svedesi 1-2.